# Elisabeth Sandmann Verlag
Der Elisabeth Sandmann Verlag ist ein Sachbuch-Verlag, der 2004 in München von der Verlegerin Elisabeth Sandmann gegründet wurde. Das Verlagsprogramm steht unter dem Motto Schöne Bücher für kluge Frauen.

## Geschichte
Elisabeth Sandmann sammelte vor der Gründung ihres eigenen Verlags beim DuMont Buchverlag und dem Nicolai Verlag Erfahrung in der Branche. Zum Start ihres eigenen Programmes erhielt sie die Unterstützung ihres Mannes Friedrich-Karl Sandmann, mit dessen Zabert Sandmann Verlag der Elisabeth Sandmann Verlag sich Räume, Grafik- und Herstellungsorganisation und den Vertriebsstamm teilte. Finanziell waren die beiden Verlage allerdings ebenso unabhängig, wie in der Programmgestaltung. Im Herbst 2004 erschienen die ersten vier Titel. Im Frühjahr 2005 erschien mit Frauen, die lesen, sind gefährlich. Lesende Frauen in Malerei und Fotografie von Stefan Bollmann der erste Bestseller des Verlags. Seit Frühjahr 2013 besteht eine Kooperation mit dem Insel Verlag, der fünf Titel des Verlags pro Halbjahr als Taschenbuch veröffentlicht. Als erstes Taschenbuch dieser Kooperation erschien im März 2013 Warum Lesen glücklich macht! von Stefan Bollmann. 2014 veröffentlichte der Verlag zum zehnjährigen Jubiläum ein Buch mit dem Titel Elisabeth. In einer limitierten Ausgabe davon wird auch die Verlagsgeschichte erzählt. Anfang 2015 löste der Elisabeth Sandmann Verlag die Kooperation mit dem Zabert Sandmann Verlag und zog im März in eigene Räume in der Theresienstraße in München. Zum ersten Mai übernahm das Büro von Uli Deurer in Augsburg den Vertrieb, seit Juni 2015 hat der Elisabeth Sandmann Verlag mit Ingrid Führer eine eigene Frau für die Pressearbeit.
Im April 2016 wurde bekannt, dass die Suhrkamp Verlagsgruppe eine 51%ige Beteiligung am Sandmann Verlag erworben hat.
Der Verlag ist Mitglied im Börsenverein des Deutschen Buchhandels.

## Verlagsprogramm
Das Gesamtprogramm des Verlags steht unter dem Motto Schöne Bücher für kluge Frauen. Es unterteilt sich in die Sparten Biografie und Gesellschaft, Kunst und Lebensstil und Das kleine Geschenkbuch. Ein weiterer Schwerpunkt, der nicht in einer eigenen Sparte vertreten ist, ist der Bereich jüdische Geschichte. Grundsätzlich versucht der Verlag Bücher für den Geschmack von Frauen herzustellen, da Elisabeth Sandmann der Ansicht ist, dass diese andere Lesegewohnheiten haben als Männer. Sandmanns Anliegen ist es, auf hohem Niveau zu unterhalten.
Pro Jahr erscheinen etwa sechs bis acht Titel, die komplett im Verlag selbst gestaltet werden. Bestseller waren Frauen, die lesen, sind gefährlich von Stefan Bollmann und Die Damen mit dem grünen Daumen von Claudia Lanfranconi und Sabine Frank, das über 60.000 Mal verkauft wurde.

## Kooperationen
Der Elisabeth Sandmann Verlag arbeitet mit dem Insel Verlag zusammen, in dem seit 2013 Titel des Verlages als Taschenbuchausgabe erscheinen. Außerdem ist der Elisabeth Sandmann Verlag seit 2011 Kooperationspartner des Royal Collection Trust.

## Auszeichnungen
- 2012 Bronze-Medaille des Independent Publishers Award für Bauhaus-Frauen von Ulrike Müller